# Велижанин, Павел Григорьевич
Павел Григорьевич Велижанин (род. 9 февраля 1966, Серов, Свердловская область) — советский и российский хоккеист, защитник. Мастер спорта СССР (1987). Тренер.

## Биография
Сын хоккеиста Григория Велижанина.
Воспитанник свердловского «Спартаковца», на юниорском уровне выступал за «Автомобилист». В первенстве СССР начинал играть в свердловских командах второй лиги «Луч» (1982/83 — 1983/84) и СКА (1984/85 — 1985/86). 10 сезонов (1986/87 — 1992/93, 1994/95 — 1996/97) провёл в высшей лиге СССР, МХЛ и РХЛ в составе «Автомобилиста» / «Спартака». В сезоне 1993/94 выступал за итальянский «Милано Сайма». Играх в РХЛ за ЦСК ВВС (1997/98 — 1998/99) и «Мечел» (1999/2000 — 2000/01), в высшей лиге за «Кедр» Новоуральск (2001—2004).
Победитель хоккейного турнира зимней Универсиады 1989 года. Играл за вторую (олимпийскую) сборную СССР — СНГ- России.
Окончил Смоленский государственный институт физической культуры (1992). Тренер «Автомобилиста» (2006/07 — 2008/09), команды 1995 г. р. (2009/10 — 2010/11). Тренер в команде МХЛ «Авто» (2011/12). Затем — тренер в ДЮСШ «Спартаковец».